# Micronycteris hirsuta
Micronycteris hirsuta — вид родини листконосові (Phyllostomidae), ссавець ряду лиликоподібні (Vespertilioniformes, seu Chiroptera).

## Середовище проживання
Країни поширення: Бразилія, Колумбія, Коста-Рика, Еквадор, Французька Гвіана, Гаяна, Гондурас, Нікарагуа, Панама, Перу, Суринам, Тринідад і Тобаго, Венесуела. Віддає перевагу висотам нижче 1500 м. Вид пов'язаний з незайманим лісом. Діяльність зосереджена поблизу струмків або вологих місць. 

## Звички
Лаштує сідала в дуплах дерев, будівлях і під мостами і харчується комахами, в основному це коники, таргани, жуки, і личинки лускокрилих з рослинності. Фрукти беруться тільки під час сухого сезону.

## Загрози та охорона
Вирубка лісів є загрозою. Зустрічається у ряді природоохоронних територій по всьому ареалу.